# 그레이트배리어리프
그레이트배리어리프(Great Barrier Reef) 또는 대보초(大堡礁)는 오스트레일리아 북동부에 위치한 세계 최대의 산호초 지대이다. 이것은 오스트레일리아의 해안 지형에서 가장 두드러진 특색이다.2,600 km에 걸쳐 3,000위치: 오스트레일리아의 북동 퀸즐랜드주의 해안을 따라 발달한 산호초이다. 면적 20만 7,000km2, 길이 약 2,000km, 너비 약 500~2,000m로 세계 최대의 산호초이다. 북쪽은 파푸아뉴기니의 남안의 플라이강 어귀까지, 남쪽은 퀸즐랜드주의 레이디 엘리엇까지 이어져 있다. 산호초 대부분이 바다에 잠겨 있고, 일부가 바다 위로 나와 방파제와 같은 외관을 형성한다. 초호는 수심 60m 이하의 대륙붕이며, 해저는 평탄하고 동쪽으로 약간 경사져 있다. 바깥쪽은 경사가 급하여 갑자기 깊어진다.
이 산호초는 수천 개의 개별 암초와 약 900개의 섬으로 이루어져 있다. 퀸즐랜드주에 연안 산호해에 위치하며, 대부분이 그레이트배리어리프 해양공원(Great Barrier Reef Marine Park)으로 보호되며, 유네스코 세계자연유산으로 등재되어 있다.
기후는 전반적으로 온화하며, 뚜렷한 우기와 건기가 구분된다.

## 지질과 지리
그레이트배리어리프는 호주 동부 산맥계(East Australian Cordillera division)의 뚜렷한 지형적 특징 중 하나이다. 산호초는 북쪽의 토레스 해협 가장 북단에 위치한 브램블 케이(Bramble Cay)와 파푸아뉴기니 남해안 사이에서 시작하여, 남쪽의 레이디엘리엇섬(Lady Elliot Island)과 가리섬(Fraser Island) 사이에 위치한 이름 없는 해역까지 이어진다. 레이디엘리엇섬은 브램블 케이에서 직선 거리로 약 1,915km(1,990마일) 떨어진 지점에 위치한다. 이 지역에는 머리 제도(Murray Islands)와 같은 소규모 군도도 포함된다.
판구조론에 따르면, 호주는 신생대 이후 연간 약 7cm의 속도로 북쪽으로 이동해 왔다.동부 호주에서는 한동안 지각 융기가 일어나, 퀸즐랜드 내륙의 분수령이 약 400km 서쪽으로 이동했다. 이 시기 동안 퀸즐랜드에서는 화산 활동도 발생하여, 중심화산과 순상화산, 그리고 현무암류(basalt flows)가 형성되었다. 산호해 분지가 형성된 이후에 이곳에 산호초가 성장하기 시작했지만, 약 2,500만 년 전까지 북부 퀸즐랜드는 여전히 온대 수역에 위치해 있었기 때문에 산호 성장에는 적합하지 않은 환경이었다. 대보초의 형성 역사는 복잡하다. 퀸즐랜드가 열대 수역으로 이동한 이후, 산호초는 해수면 변화에 따른 성장과 퇴화를 반복하며 오늘날의 모습을 이루게 되었다.

## 생태계
총 30종의 고래가 기록되어 있으며 밍크고래(Balaenoptera acutorostrata), 인도태평양혹등돌고래(Sousa chinensis), 혹등고래(Megaptera novaeangliae) 등이 있다. 이 지역에는 듀공(Dugong dugon) 개체군도 다수 서식한다. 1,500종 이상의 어류가 산호초에 서식하고 있으며, 흰동가리(Amphiprioninae spp.)와 다양한 도미류와 산호돔류가 포함된다. 이 가운데 49종은 산호초에서 집단 산란을 하며, 84종은 그 외 지역에서 개별적으로 산란한다. 17종의 바다뱀이 수심 50미터 이내의 따뜻한 해역에 서식하며, 북부보다 남부 지역에서 더 자주 관찰된다. 그레이트배리어리프 세계유산지역(Great Barrier Reef World Heritage Area, GBRWHA)에서 확인된 바다뱀은 고유종이 아니고, 멸종위기종으로 분류되지 않는다.
6종의 바다거북이 번식을 위해 산호초를 찾는다: 녹색바다거북,  장수거북, 매부리바다거북, 붉은바다거북, 납작등바다거북, 올리브각시바다거북. 대보초에 서식하는 녹색바다거북은 유전적으로 서로 구별되는 두 개체군으로 나뉘며, 하나는 북부 지역, 하나는 남부 지역에 서식한다. 15종의 해초가 군락을 이루고 있으며, 이는 듀공과 바다거북의 주요 먹이원이자 서식처 역할을 한다. 또한 이 해초 군락은 다양한 어류에게도 은신처와 산란지를 제공한다. 주요 해초 속은 할로필라속(Halophila)과 할로둘레속(Halodule)이다.
바다악어는 산호초 인근 해안의 맹그로브와 염습지에 서식한다. 번식 사례는 보고된 바 없으며, 그레이트배리어리프 세계유산지역(GBRWHA) 내 바다악어는 넓은 지역에 걸쳐 분포하지만 개체 수는 적은 편이다. 약 125종의 상어, 가오리, 홍어, 은상어가 서식한다. 또한 약 5,000종의 연체동물이 기록되어 있으며, 이에는 대왕조개(Tridacna gigas)와 다양한 갯민숭달팽이와 청자고둥 등이 포함된다. 실고기(pipe fish) 49종, 해마 9종이 확인 되었으며, 산호초 인근 섬에는 최소 7종의 개구리가 서식하고 있다.

## 환경적 위험 요소

### 기후변화
기후변화로 인해 바다의 온도가 올라가면서 대규모 백화현상을 겪고 있다. 바다의 온도가 올라가면 산호들은 작은 광합성 조류를 배출하게 되는데, 이 과정에서 하얗게 변하게 된다. 조류를 배출한 산호는 물의 온도가 시간 안에 내려가지 않으면 몇 주 후에 죽게 된다. 연구에 따르면, 지난 20년동안 산호초의 91%가 백화되어 가고 있으며 지난 해에만 전체 산호초의 22%가 백화되었다고 그린피스가 주장하고 있다.

### 오염
대보초가 직면한 또 다른 주요 위협은 오염과 수질저하이다. 호주 북동부 하천은 열대성 홍수 발생 시 산호초에 오염을 유입시키며, 이 중 90% 이상은 농경지 유출에서 기인한다.대보초에 인접한 육지의 약 80%는 농업 용도로 사용되며, 여기에는 사탕수수 집약 재배와 대규모 육우 방목이 포함된다. 이러한 농업 관행은 과도한 방목, 농경지에서 유입되는 퇴적물의 증가, 영양염과 화학물질(비료, 제초제, 살충제 포함)의 유입 등을 통해 산호초에 피해를 주며, 이러한 요인은 산호 및 생물다양성에 심각한 영향을 미친다.

## 보호와 보존: 리프 2050 계획(Reef 2050 plan)
2015년 3월 호주 정부와 퀸즐랜드 주 정부는 그레이트배리어리프의 세계유산적 가치를 2050년까지 보호하고 보존하기 위한 장기 계획을 수립하였다. 이 계획은「리프 2050 계획(Reef 2050 Plan)」으로 불리며 오염, 기후 변화와 생태계 위협 요인에 대한 장기적인 관리 방안을 제시한다. 해당 계획에는 지속 가능한 이용을 위한 전략, 수질 개선 방안, 그리고 2050년까지 산호초 보호와 보존을 위한 투자 계획 등 측정 가능한 목표와 실행 지침이 포함되어 있다.
수질 개선, 산호초 복원, 포식성 불가사리 제거 등 여러 보호 조치를 포함하고는 있으나, 문제의 근본 원인으로 지목되는 기후 변화, 특히 온실 가스 배출로 인한 지구 온난화에 대한 직접적인 대응은 포함되어 있지 않다. 이에 따라, 일부 전문가들은 이 계획만으로는 취약한 산호초 생태계를 보호하기에 충분하지 않을 수 있다는 의문을 제기하였다. 또한, 산호초가 견딜 수 있는 지구 평균 기온 상승 한계선인 1.5°C에 도달하기까지 남은 시간이 매우 제한적이라는 점도 또 다른 우려로 지적되고 있다.
2018년, 이 계획의 일환으로 그레이트배리어리프재단(Great Barrier Reef Foundation)에 호주 달러 4억 4,300만 달러(AUD) 규모의 보조금이 지급되었다. 그러나 이 보조금은 정식 입찰 및 투명한 심사 절차 없이 지급되었다는 점에서 논란이 제기되었다.

## 같이 보기
- 갈라파고스 제도
- 발데스반도
- 코모도 국립공원